# Dysgnathia uniformis
Dysgnathia uniformis là một loài bướm đêm trong họ Noctuidae.